# Hans Nicolussi
Hans Nicolussi, né le 18 juin 2000 à Aoste (Italie), est un footballeur italien qui évolue au poste de milieu central au Venezia FC, en prêt de la Juventus FC.

## Carrière

### En club
Le 8 mars 2019, il joue son premier match en Serie A, en entrant à la place de Moise Kean lors d'une rencontre remportée à domicile contre l'Udinese Calcio (victoire 4-1 à l'Allianz Stadium). Le natif d'Aoste devient le second joueur de la Juve né au 21e siècle à faire ses débuts pro.

### En sélection
Hans fait partie de l'équipe d'Italie des moins de 17 ans lors du championnat d'Europe des moins de 17 ans en 2017. Lors de cette compétition, il ne joue qu'un seul match, contre l'Espagne, inscrivant un but lors de cette rencontre.
Il dispute son premier match avec les moins de 18 ans le 9 août 2017, lors d'un match amical face à la Slovénie, en entrant en jeu à la 32e minute de jeu à la suite de la blessure de Roberto Biancu (match nul 3-3 à l'Ajdovščina Stadium). Nicolussi Caviglia inscrit son premier but avec les Azzurrini lors de son second match avec la sélection, le 2 septembre 2017, en amical face à la Serbie (victoire 2-1 à Belgrade).
En septembre 2018, Hans est convoqué avec les moins de 19 ans pour disputer une série de matchs amicaux. Il joue son premier match le 7 septembre 2018, face au Portugal, en tant que titulaire (défaite 1-0 à Castel San Pietro Terme). Avec cette équipe, le natif de la Vallée d'Aoste participe au championnat d'Europe des moins de 19 ans en 2019 où il joue un match : face au Portugal. L'Italie est éliminée dès la phase de groupe.

## Palmarès
| Juventus FC - Championnat d'Italie (1) : - Champion : 2019. |